# Tim Southam
Tim Southam (1º ottobre 1961) è un regista canadese.

## Biografia
La sua carriera è iniziata negli anni '90, dirigendo vari cortometraggi tra cui Satie and Suzanne, incentrato sulla relazione tra Erik Satie e Suzanne Valadon, di cui ha curato anche la sceneggiatura e col quale è stato candidato ai Grammy nel 1997; nello stesso anno ha diretto Drowning in Dreams, protiettato al Toronto International Film Festival e candidato ai Genie Award. Nel 1998 ha diretto il film TV CBC The Tale of Teeka, mentre nel 2002 i film The Bay of Love and Sorrows e Danser Perreault, per il quale è stato premiato al Montréal International Festival of Films e ai Gemini Awards.
Dal 2001 Southam inizia a dedicarsi alla direzione di serie televisive, facendo da regista ad alcuni episodi di Blue Murder, Il sesso secondo Josh, Moose TV, Da Kink in My Hair, JPod, Heartland, Flashpoint e Haven, oltre ad aver fatto da sceneggiatore per la serie televisiva Traders dal 1995 al 1996.
Nel giugno 2011 dirige il film TV Stay with Me con Andrea Roth, l'episodio pilota di Cracked e due episodi di Rookie Blue. Dal 2009 al 2014, Southam ha diretto diversi episodi di Bones, Dr. House - Medical Division e Bates Motel, per cui cura la direzione di "Per sempre", che viene inserito dal New York Times nella classifica degli "episodi memorabili del 2016" e dall'Hollywood Reporter come uno dei quindici migliori episodi 2016. Dal 2016 al 2018 fa da regista ad un totale di 7 episodi nell'arco delle tre stagioni di Colony, mentre l'anno successivo di due episodi delle prime stagioni di NOS4A2 e Locke & Key, nonché cinque di Lost in Space.
Nel 2021 vince il DGC Award per la regia dell'episodio di American Gods "L'estasi del fuoco", mentre nel 2023 ha fatto sia da produttore esecutivo che da regista per due episodi di One Piece.
Southam fa parte del consiglio esecutivo della Directors Guild of Canada, di cui è stato sia presidente dei diritti nazionali che presidente nazionale.

## Vita privata
Southam è sposato con Eda Holmes, direttrice artistica del Centaur Theatre di Montréal.

## Filmografia

### Regista

#### Cinema
- What She Wrote - cortometraggio (1990)
- Modulations de fréquence - cortometraggio (1992)
- Dober Man - cortometraggio (1993)
- Satie and Suzanne - cortometraggio (1994)
- Drowning in Dreams (1997)
- Island of the Dead - L'isola della morte (Island of the Dead, 2000)
- The Bay of Love and Sorrows (2002)
- A Spy's Life: Kitty Harris (2004)
- Danser Perreault (2005)
- Brent Carver: Home Through the Night - cortometraggio (2014)

#### Televisione
- The Tale of Teeka - film TV (1998)
- Blue Murder - serie TV, 2 episodi (2001)
- Inner Voices - film TV (2003)
- Trudeau II: Maverick in the Making - film TV (2005)
- One Dead Indian - film TV (2005)
- Il sesso secondo Josh (Naked Josh) - serie TV, 5 episodi (2006)
- The Dead Zone - serie TV, episodio 6x03 (2006)
- Moose TV - serie TV, 8 episodi (2007)
- Da Kink in My Hair - serie TV, 5 peisodi (2007-2009)
- JPod - serie TV, 2 episodi (2008)
- Heartland - serie TV, 2 episodi (2008)
- Triple Sensation: Inspiration & Performance - serie TV, episodio 1x01 (2009)
- Flashpoint - serie TV, episodio 1x17 (2009)
- Bones - serie TV, 9 episodi (2009-2014)
- Love Letters - film TV (2010)
- Unnatural History - serie TV, episodio 1x04 (2010)
- Haven - serie TV, 3 episodi (2010-2011)
- Stay with Me - film TV (2011)
- Dr. House - Medical Division (House, M.D.) - serie TV, 2 episodi (2011-2012)
- Rookie Blue - serie TV, episodio 3x02 (2012)
- Cracked - serie TV, episodio 1x01 (2013)
- Bates Motel - serie TV, 3 episodi (2015-2016)
- Hell on Wheels - serie TV, episodio 5x11 (2016)
- Animal Kingdom - serie TV, episodio 1x07 (2016)
- Colony - serie TV, 7 episodi (2016-2018)
- Hap and Leonard - serie TV, 2 episodi (2017)
- Lost in Space - serie TV, 5 episodi (2018-2019)
- NOS4A2 - serie TV, 2 episodi (2019)
- Locke & Key - serie TV, 2 episodi (2020)
- American Gods - serie TV, episodio 3x08 (2021)
- Debris - serie TV, episodio 1x07 (2021)
- The Good Doctor - serie TV, 2 episodi (2021)
- One Piece - serie TV, 2 episodi (2023)
- The Walking Dead: Daryl Dixon - serie TV, 2 episodi (2023)

### Sceneggiatore
- What She Wrote, regia di Tim Southam - cortometraggio (1990)
- Dober Man, regia di Tim Southam - cortometraggio (1993)
- Satie and Suzanne, regia di Tim Southam - cortometraggio (1994)
- Traders - serie TV, 4 episodi (1996-1998)
- North of 60 - serie TV, episodio 6x07 (1997)
- Island of the Dead - L'isola della morte (Island of the Dead), regia di Tim Southam (2000)
- The Bay of Love and Sorrows, regia di Tim Southam (2002)